# Талин
Тали́н (арм. Թալին) — город в Арагацотнской области в Армении.

## География
Расположен на шоссе Ереван—Гюмри в 66 км к северо-западу от Еревана, в 18 км к северу от железнодорожной станции Кармрашен.

## История

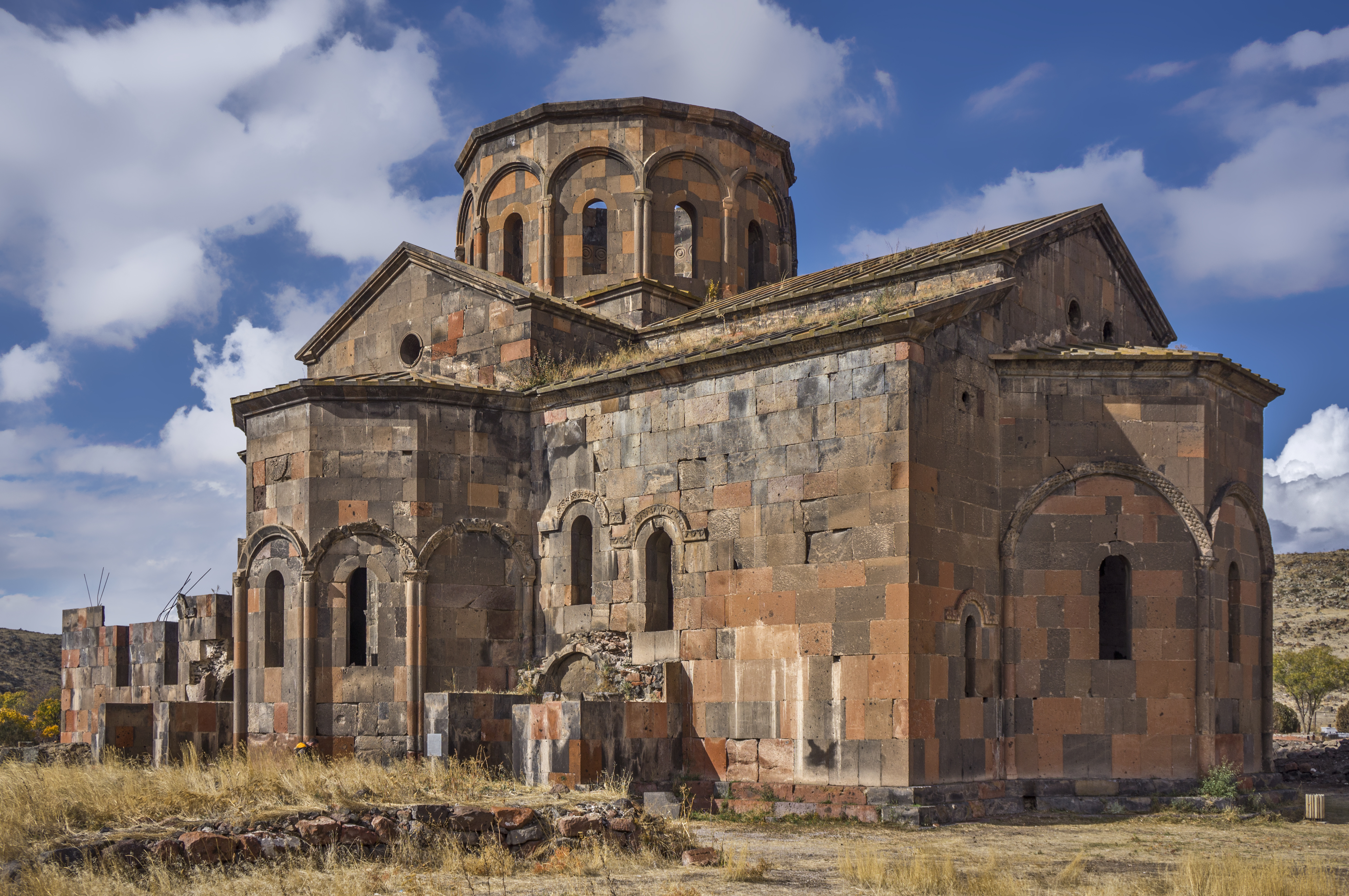
Кафедральная церковь

У древнегреческого географа Птолемея (II век) упоминается в форме др.-греч. Θαλἰνα. В V—VII вв. он был центром армянского княжества[прояснить]. В городе есть Малая церковь и Большой храм. Малая церковь расположена в центре Талина и представляет собой крестообразную в плане трехапсидную церковь центральнокупольной композиции. Она была сооружена во второй половине VII века князем Нерсэхом Камсараканом. Большой Талинский храм был построен Камсараканами в VII веке. Представляет собой трехапсидную купольную базилику. Землетрясением 1840 года разрушены купол и большая часть южной и западной стен. Рельефы из храма находятся в Ереванском историческом музее. Николай Нефедьев путешествуя по Кавказу, в своей работе «Взгляд на Армянскую область», отмечает что селение Талин (в работе Талынь) некогда было крупным городом. Он отмечает встреченные им у рассыпанного укрепления надгробные камни в виде лошадей, баранов, ослов, быков и т. д. и т. п. Как описывает Нефедьев, поверх некоторых надгробий имеются изображения, которые служили разъяснением того кем был умерший при жизни

## Города-побратимы
- Бур-ле-Валанс, Франция. В Бур-ле-Валансе также находится Радио «А» — армянское радио Бур-ле-Валанса.

## Известные уроженцы
- Арутюнян, Оганес Вагинакович (род. 1960) — советский борец, чемпион Европы, призёр чемпионата мира по греко-римской борьбе
- Асланян, Гагик Сергеевич (род. 1954) — армянский государственный деятель, вице-спикер парламента Армении (1999)
- Зарасян, Альберт Каджазиевич ― советский и армянский травматолог-ортопед, полевой хирург. Доктор медицинских наук (1990 год), профессор (1991 год)[5].